# Wierchnij Mułtan
Wierchnij Mułtan (ros. Верхний Мултан) – wieś (dieriewnia) w Rosji, w Udmurcji, w rejonie kiznierskim. W 2021 liczyła 11 mieszkańców.